# Nati nel 1949/Febbraio
| Questa pagina contiene informazioni ricavate automaticamente dalle voci biografiche con l'ausilio del template Bio e di un bot. L'aggiornamento è periodico e automatico e ricostruisce completamente la pagina. Se manca una persona in questa lista, sei pregato di non aggiungerla, ma accertati piuttosto che la sua voce biografica contenga il template Bio e che i dati anagrafici siano correttamente compilati. Se il template Bio manca, inseriscilo tu stesso o, in alternativa, metti l'avviso {{tmp\|Bio}} che ne segnala la mancanza. Se i dati riportati sono sbagliati, correggi direttamente la voce biografica; le modifiche saranno visibili in questa lista entro pochi giorni. Per chiarimenti vedi il progetto biografie. La lista contiene solo le 221 persone che sono citate nell'enciclopedia e per le quali è stato implementato correttamente il template Bio. Pagina aggiornata al 18 ago 2025. |

- 1º febbraio - Joan Burton, politica irlandese
- 1º febbraio - Giovanni Carlo Ferrari, ex calciatore italiano
- 1º febbraio - Franco Causio, ex calciatore e dirigente sportivo italiano
- 1º febbraio - George Friedman, imprenditore e politologo ungherese
- 1º febbraio - Gennadij Korban, ex lottatore russo
- 1º febbraio - José Mário de Almeida Barros, allenatore di calcio e ex calciatore brasiliano
- 2 febbraio - Mauro Agretti, calciatore italiano († 2017)
- 2 febbraio - Dan Cristea, ex sciatore alpino rumeno
- 2 febbraio - Francesco D'Adamo, scrittore italiano
- 2 febbraio - Carlo Favre, ex fondista italiano
- 2 febbraio - Mitchell Ivey, ex nuotatore statunitense
- 2 febbraio - John McAreavey, vescovo cattolico britannico
- 2 febbraio - Jack McGee, attore statunitense
- 2 febbraio - Peggy Michel, ex tennista statunitense
- 2 febbraio - Yasuko Namba, alpinista giapponese († 1996)
- 2 febbraio - Junzō Okudaira, terrorista giapponese
- 2 febbraio - Phùng Quang Thanh, generale e politico vietnamita († 2021)
- 2 febbraio - Bill Robinson, cestista canadese († 2020)
- 2 febbraio - Vivian Silver, attivista canadese († 2023)
- 2 febbraio - Giuliano Sonzogni, allenatore di calcio italiano
- 2 febbraio - Brent Spiner, attore statunitense
- 2 febbraio - Ross Valory, bassista statunitense
- 3 febbraio - Giuseppe Biagi, pittore italiano
- 3 febbraio - Dīmos Eleutheriadīs, ex calciatore cipriota
- 3 febbraio - Arthur Kane, chitarrista e bassista statunitense († 2004)
- 3 febbraio - Osamu Kitajima, musicista, compositore e produttore discografico giapponese
- 3 febbraio - Hennie Kuiper, ex ciclista su strada e dirigente sportivo olandese
- 3 febbraio - Kati Marton, giornalista e scrittrice ungherese
- 3 febbraio - Angelo Petrosino, scrittore, traduttore e docente italiano
- 3 febbraio - Marijan Čerček, ex calciatore jugoslavo
- 4 febbraio - Angela Alberti, ex ginnasta italiana
- 4 febbraio - Arjun Appadurai, antropologo statunitense
- 4 febbraio - Michael Beck, attore statunitense
- 4 febbraio - Sebastiano Bongiorno, magistrato e politico italiano
- 4 febbraio - Graziella Ciaiolo, cantante italiana
- 4 febbraio - Brian Horton, allenatore di calcio e ex calciatore inglese
- 4 febbraio - Claude Nori, fotografo francese
- 4 febbraio - Svein Ivar Sigernes, allenatore di calcio e ex calciatore norvegese
- 5 febbraio - Gianfranco Agus, conduttore televisivo, personaggio televisivo e attore italiano
- 5 febbraio - Norman Barratt, chitarrista inglese († 2011)
- 5 febbraio - Kurt Beck, politico tedesco
- 5 febbraio - David Sullivan, imprenditore e dirigente sportivo britannico
- 5 febbraio - Andrea Vizzini, artista, pittore e scultore italiano
- 5 febbraio - Hans Vosseler, ex nuotatore tedesco occidentale
- 6 febbraio - Adrian Alston, allenatore di calcio e ex calciatore australiano
- 6 febbraio - Olivier Chevallier, pilota motociclistico francese († 1980)
- 6 febbraio - Józef Lipień, ex lottatore polacco
- 6 febbraio - Kazimierz Lipień, lottatore polacco († 2005)
- 6 febbraio - Maurizio Marchitelli, scenografo italiano († 2022)
- 6 febbraio - Manuel Orantes, ex tennista spagnolo
- 6 febbraio - Jim Sheridan, regista, sceneggiatore e produttore cinematografico irlandese
- 7 febbraio - Wilfried Böse, terrorista tedesco († 1976)
- 7 febbraio - Paulo César Carpegiani, ex calciatore e allenatore di calcio brasiliano
- 7 febbraio - Vittorio Colizzi, virologo italiano
- 7 febbraio - Carlos Omar Delgado, calciatore ecuadoriano († 2002)
- 7 febbraio - Joe English, musicista e batterista statunitense
- 7 febbraio - Giancarlo Gabbianelli, politico italiano
- 7 febbraio - Gianni Giannini, attore, cantante e cabarettista italiano
- 7 febbraio - Daniel Jeandupeux, allenatore di calcio, ex calciatore e dirigente sportivo svizzero
- 7 febbraio - Alan Lancaster, cantante e bassista inglese († 2021)
- 7 febbraio - Luigi Moretti, arcivescovo cattolico italiano
- 7 febbraio - Pato Moure, giornalista brasiliano
- 7 febbraio - Aldo Perrotta, politico italiano
- 7 febbraio - Gian Antonio Simoni, ex pilota di rally italiano
- 7 febbraio - Bert Sommer, cantante e attore statunitense († 1990)
- 7 febbraio - Al Trost, ex calciatore statunitense
- 7 febbraio - Tadashi Yanai, imprenditore giapponese
- 8 febbraio - Brooke Adams, attrice statunitense
- 8 febbraio - Scotty Allen, ex pattinatore artistico su ghiaccio statunitense
- 8 febbraio - Willie Allen, ex cestista statunitense
- 8 febbraio - Niels Arestrup, attore francese († 2024)
- 8 febbraio - Julia Barr, attrice statunitense
- 8 febbraio - Al Coutelis, fumettista francese
- 8 febbraio - Sergiusz Gajek, presbitero polacco
- 8 febbraio - Christy Walton, imprenditrice statunitense
- 9 febbraio - Francesco Focardi, vescovo cattolico e missionario italiano († 2022)
- 9 febbraio - Bernard Gallacher, golfista scozzese
- 9 febbraio - Ruben González Medina, vescovo cattolico portoricano
- 9 febbraio - Lamberto Grillotti, politico italiano († 2010)
- 9 febbraio - Al Henry, ex cestista statunitense
- 9 febbraio - Paul Hillier, direttore d'orchestra e baritono britannico
- 9 febbraio - Judith Light, attrice e attivista statunitense
- 9 febbraio - Steve Morelli, regista italiano
- 9 febbraio - Janusz Pyciak-Peciak, ex pentatleta polacco
- 9 febbraio - Giacomo Sanna, politico italiano
- 10 febbraio - Lamberto Ciani, politico italiano
- 10 febbraio - Michele D'Oppido, ex nuotatore italiano
- 10 febbraio - César Laraignée, allenatore di calcio e ex calciatore argentino
- 10 febbraio - Maxime Le Forestier, cantautore francese
- 10 febbraio - Nigel Olsson, batterista e cantante britannico
- 10 febbraio - Giorgio Patrizi, critico letterario e storico della letteratura italiano († 2023)
- 10 febbraio - Francesco Scuderi, ex lottatore italiano
- 10 febbraio - Harold Sylvester, attore statunitense
- 11 febbraio - Chris Bigler, giocatore di poker svizzero
- 11 febbraio - Fernando Castro, ex calciatore colombiano
- 11 febbraio - Sam Sibert, ex cestista statunitense
- 11 febbraio - James Silas, ex cestista statunitense
- 11 febbraio - Fausto Soravia, ex bobbista italiano
- 12 febbraio - John Blankenstein, arbitro di calcio olandese († 2006)
- 12 febbraio - Arrigo Cappelletti, pianista, compositore e saggista italiano
- 12 febbraio - Claude Gasnal, cestista francese († 2025)
- 12 febbraio - Robin Thomas, attore statunitense
- 12 febbraio - Marion Hänsel, attrice, regista e produttrice cinematografica belga († 2020)
- 12 febbraio - Joaquín Sabina, musicista, cantante e poeta spagnolo
- 12 febbraio - Kazuo Yamazaki, regista e animatore giapponese
- 13 febbraio - Jo Baier, regista e sceneggiatore tedesco
- 13 febbraio - Edner Breton, ex calciatore haitiano
- 13 febbraio - Roberto Cimetta, attore e regista italiano († 1988)
- 13 febbraio - Judy Dyble, cantante britannica († 2020)
- 13 febbraio - Mino Fuccillo, giornalista italiano
- 13 febbraio - Jeff Glixman, tastierista e produttore discografico statunitense
- 13 febbraio - Wayne Hart, giocatore di curling canadese
- 13 febbraio - Peter Kern, attore, regista e sceneggiatore austriaco († 2015)
- 13 febbraio - Fausto Silipo, allenatore di calcio e ex calciatore italiano
- 13 febbraio - Jan Egil Storholt, ex pattinatore di velocità su ghiaccio norvegese
- 14 febbraio - Dirk Baert, ex ciclista su strada e pistard belga
- 14 febbraio - Stanley Greene, fotoreporter statunitense († 2017)
- 14 febbraio - Zbigniew Matwiejew, ex schermidore polacco
- 14 febbraio - Richard Neal, politico statunitense
- 14 febbraio - Bill Smith, ex cestista statunitense
- 14 febbraio - Amos Thomas, cestista statunitense († 2005)
- 14 febbraio - István Vágó, conduttore televisivo, musicista e politico ungherese († 2023)
- 15 febbraio - Gerardo Amato, attore e regista teatrale italiano
- 15 febbraio - Ken Anderson, ex giocatore di football americano statunitense
- 15 febbraio - Fatoumata Dembélé Diarra, giudice maliana
- 15 febbraio - Samuele Gabai, pittore e incisore svizzero
- 15 febbraio - George Howard, XIII conte di Carlisle, nobile, militare e politico britannico
- 15 febbraio - Francisco Maturana, dirigente sportivo, allenatore di calcio e ex calciatore colombiano
- 15 febbraio - Erik Reinert, economista norvegese
- 15 febbraio - Christopher Rouse, compositore statunitense († 2019)
- 15 febbraio - Anneli Saaristo, cantante finlandese
- 15 febbraio - Enzo Scatragli, scultore, orafo e medaglista italiano
- 16 febbraio - Renzo Bariviera, ex cestista italiano
- 16 febbraio - Maria Björnson, scenografa e costumista francese († 2002)
- 16 febbraio - Concetta D'Angeli, scrittrice, saggista e critica letteraria italiana
- 16 febbraio - Marc de Jonge, attore francese († 1996)
- 16 febbraio - Dominique Loiseau, orologiaio francese († 2013)
- 16 febbraio - Luciano Roffi, attore, doppiatore e dialoghista italiano
- 16 febbraio - Friedrich Schneider, economista e docente austriaco
- 16 febbraio - John Tams, cantautore, attore e produttore discografico britannico
- 17 febbraio - Gianni Belleno, batterista e cantante italiano
- 17 febbraio - Fred Frith, polistrumentista e compositore inglese
- 17 febbraio - Ioan Mircea Pașcu, politico rumeno
- 17 febbraio - Jeffrey Simpson, giornalista canadese
- 18 febbraio - Ferruccio Benzoni, poeta italiano († 1997)
- 18 febbraio - Randy Denton, ex cestista statunitense
- 18 febbraio - Vladimir Ešinov, canottiere sovietico († 2024)
- 18 febbraio - Pat Fraley, doppiatore statunitense
- 18 febbraio - Gianfranco Gamba, doppiatore e attore teatrale italiano († 2004)
- 18 febbraio - Valter Maraschini, scrittore italiano († 2017)
- 18 febbraio - Gary Ridgway, criminale statunitense
- 18 febbraio - Antonio Zanoletti, attore e regista teatrale italiano († 2023)
- 19 febbraio - Hans Brandner, ex slittinista tedesco occidentale
- 19 febbraio - Danielle Bunten Berry, autrice di videogiochi statunitense († 1998)
- 19 febbraio - Richard Anthony Burke, arcivescovo cattolico irlandese
- 19 febbraio - Aida Cooper, cantante italiana
- 19 febbraio - Gianni Di Gregorio, attore, regista e sceneggiatore italiano
- 19 febbraio - Derek Forster, calciatore inglese († 2024)
- 19 febbraio - Barry Lloyd, allenatore di calcio e calciatore inglese († 2024)
- 19 febbraio - José María Sánchez, regista spagnolo († 2006)
- 19 febbraio - Fabio Vacchi, compositore italiano
- 20 febbraio - Mario Lega, pilota motociclistico italiano
- 20 febbraio - Ivana Trump, imprenditrice, personaggio televisivo e scrittrice ceca († 2022)
- 20 febbraio - Stefan Waggershausen, cantante e compositore tedesco
- 21 febbraio - Óscar Asiáin, cestista messicano († 2017)
- 21 febbraio - Frank Brunner, fumettista e illustratore statunitense
- 21 febbraio - Larry Drake, attore e doppiatore statunitense († 2016)
- 21 febbraio - Jerry Harrison, chitarrista, tastierista e produttore discografico statunitense
- 21 febbraio - Ronnie Hellström, calciatore svedese († 2022)
- 21 febbraio - Franco Miseria, ballerino e coreografo italiano
- 21 febbraio - Enrique Wolff, ex calciatore argentino
- 22 febbraio - Rosalba Bongiovanni, doppiatrice e attrice italiana
- 22 febbraio - John Duncan, calciatore e allenatore di calcio britannico († 2022)
- 22 febbraio - Salvatore Giannella, giornalista italiano
- 22 febbraio - Niki Lauda, pilota automobilistico, imprenditore e dirigente sportivo austriaco († 2019)
- 22 febbraio - Ol'ga Morozova, allenatrice di tennis e ex tennista russa
- 22 febbraio - Martin Reynolds, ex velocista britannico
- 22 febbraio - Joachim Witt, cantante, musicista e chitarrista tedesco
- 22 febbraio - Hamad bin Mohammed Al Sharqi, emiro emiratino
- 23 febbraio - Christian Coste, allenatore di calcio e ex calciatore francese
- 23 febbraio - Brian Deacon, attore britannico
- 23 febbraio - Pia Engleberth, attrice italiana
- 23 febbraio - Marc Garneau, astronauta e politico canadese († 2025)
- 23 febbraio - Hans Kary, ex tennista austriaco
- 23 febbraio - Anna-Maria Müller, slittinista tedesca orientale († 2009)
- 23 febbraio - Josef Oberhauser, ex bobbista austriaco
- 23 febbraio - Bruno Saby, pilota di rally francese
- 23 febbraio - Sergio Tortarolo, politico italiano
- 23 febbraio - Rostislav Vojáček, ex calciatore cecoslovacco
- 24 febbraio - Nino Camardo, pittore italiano
- 24 febbraio - Karianne Christiansen, sciatrice alpina norvegese († 1976)
- 24 febbraio - Manuel De Sica, compositore italiano († 2014)
- 24 febbraio - Alessandro Fummi, giocatore di curling italiano († 2024)
- 25 febbraio - Vincent Bastien, imprenditore francese
- 25 febbraio - Ric Flair, ex wrestler statunitense
- 25 febbraio - Viktor Klimenko, ex ginnasta sovietico
- 25 febbraio - Viktor Vasyl'ovyč Kuznecov, ex calciatore sovietico
- 25 febbraio - Amin Maalouf, giornalista e scrittore libanese
- 25 febbraio - Paolo Mieli, giornalista e saggista italiano
- 25 febbraio - Nino Minieri, cantautore italiano
- 25 febbraio - Frank Sampedro, chitarrista statunitense
- 25 febbraio - Ireen Sheer, cantante britannica
- 25 febbraio - Mario Vivani, calciatore e allenatore di calcio italiano († 2024)
- 26 febbraio - Simon Crean, politico australiano († 2023)
- 26 febbraio - Elizabeth George, scrittrice statunitense
- 26 febbraio - Kazuo Kawasaki, designer giapponese
- 26 febbraio - Emma Kirkby, soprano inglese
- 26 febbraio - Giusto Lo Piparo, attore, umorista e sceneggiatore italiano
- 27 febbraio - Sergio Bagatti, allenatore di calcio e ex calciatore italiano
- 27 febbraio - Angelo De Angelis, mafioso italiano († 1983)
- 27 febbraio - Rosalinda Galli, doppiatrice e direttrice del doppiaggio italiana
- 27 febbraio - Denis Lenoir, direttore della fotografia francese
- 27 febbraio - Božena Miklošovičová, ex cestista cecoslovacca
- 27 febbraio - Debra Monk, attrice e cantante statunitense
- 27 febbraio - Francis Schneider, ex cestista francese
- 28 febbraio - Bruno Bara, psichiatra e psicoterapeuta italiano († 2023)
- 28 febbraio - Ilene Graff, attrice statunitense
- 28 febbraio - Pavel Hutka, ex tennista cecoslovacco
- 28 febbraio - Jenny Lamy, ex velocista australiana
- 28 febbraio - Jozef Plachý, ex mezzofondista cecoslovacco
- 28 febbraio - Stefano Tinti, geofisico italiano